# 倉田聡
倉田 聡（くらた さとし、1965年2月25日 - 2007年4月2日）は、日本の法学者。専門は社会保障法。学位は、博士（法学）（北海道大学・1995年）。北海道大学教授を歴任。北海道札幌市生まれ。

## 人物・家族
- 遠藤博也に入門するも同人が死去したことから、後には木佐茂男に師事して公法（行政法）を修める。北海道大学大学院法学研究科教授。1998年より日本社会保障法学会理事。専門はドイツの社会保険制度。2007年4月2日、海外旅行先で逝去[1]。享年42。
- 家族に妻で熊本大学教授の倉田賀世がいる。

## 略歴
- 1987年3月 北海道大学法学部卒業
- 1992年3月 北海道大学大学院法学研究科公法専攻博士課程単位取得退学（1995年6月修了）
- 1994年4月 北海道大学法学部助手
- 1995年6月30日 北海道大学より博士（法学）の学位を受く（学位論文「医療保険法の基本構造―ドイツ疾病保険法制における「自治」と国家」）
- 1996年4月 北星学園大学社会福祉学部専任講師
- 1999年4月 北星学園大学社会福祉学部助教授
- 2000年4月 北海道大学大学院法学研究科助教授
- 2003年7月 北海道大学法学研究科教授（刑事法社会法講座）
- 2004年12月 マックスプランク国際法・外国社会法研究所（ドイツ）留学（2005年11月まで）

## 主要著作
- 『社会保障法〔第3版〕』（共著、有斐閣、2007）
- 『社会福祉法入門』（共著、有斐閣、2004）
- 『高齢者の法律相談』（有斐閣、2004）
- 『社会保障読本〔第3版〕』（共著、東洋経済新報社、2004）
- 『これからの社会福祉と法』（創成社、2001）
- 『医療保険の基本構造――ドイツ疾病保険制度史研究』（北海道大学図書刊行会、1997）
- 『社会保険の構造分析 ― 社会保障における「連帯」のかたち』（北海道大学出版会、2009（倉田の死後、加藤智章教授と菊池馨実教授の手により編集作業がすすめられた。））